# 2015 Billboard Music Awards
2015 Billboard Music Awards-ot 2015. május 17-én tartották Las Vegas-ban, az MGM Grand Garden Arenában, melyet az ABC közvetített élőben. Az este házigazdája  Ludacris és Chrissy Teigen volt.
A legtöbb jelölést Taylor Swift kapta, összesen 14-et, ebből 8-at díjra is váltott, Sam Smith, Pharrell Williams és Iggy Azalea 3 díjat nyert. A One Direction, Meghan Trainor, Jason Aldean, John Legend és Hozier 2 díjat vihetett haza. Taylor Swift Bad Blood videóklipje a show nyitásakor debütált. Mariah Carey először 1998 óta újra fellépett a gálán.

## Előadók
| Artist(s)                                    | Song(s)                               |
| -------------------------------------------- | ------------------------------------- |
| Van Halen                                    | "Panama"                              |
| Fall Out Boy Wiz Khalifa                     | "Uma Thurman"                         |
| Nick Jonas                                   | "Jealous"                             |
| Meghan Trainor John Legend                   | "Like I'm Gonna Lose You"             |
| Mariah Carey                                 | "Vision of Love" "Infinity"           |
| Wiz Khalifa Charlie Puth Lindsey Stirling    | "See You Again"                       |
| Jussie Smollett Bryshere 'Yazz' Gray Estelle | "Conqueror" "You're So Beautiful"     |
| Hozier                                       | "Take Me to Church"                   |
| Little Big Town Faith Hill                   | "Girl Crush"                          |
| Pitbull Chris Brown                          | "Fun"                                 |
| Ed Sheeran                                   | "Bloodstream"                         |
| Britney Spears Iggy Azalea                   | "Pretty Girls"                        |
| Nicki Minaj David Guetta                     | "The Night Is Still Young" "Hey Mama" |
| Tori Kelly                                   | "Nobody Love"                         |
| Simple Minds                                 | "Don't You (Forget About Me)"         |
| Kelly Clarkson                               | "Invincible"                          |
| Imagine Dragons                              | "Stand by Me"                         |
| Kanye West                                   | "All Day" "Black Skinhead"            |

## A gálán prezentáltak
- Taylor Swift
- Lily Aldridge és Charli XCX
- Laverne Cox és Tracee Ellis Ross
- Chrissy Teigen
- Kaitlyn Bristowe és Britt Nilsson
- Chrissy Teigen
- Idina Menzel
- Danica McKellar
- Ludacris és Tyrese Gibson
- Céline Dion
- Taraji P. Henson
- One Direction
- Florida Georgia Line
- Ellen Pompeo
- Kira Kazantsev és Pete Wentz
- Jennifer Lopez
- Zendaya
- 50 Cent és Rita Ora
- Prince Royce
- Fifth Harmony
- Molly Ringwald
- Pentatonix
- Brett Eldredge és Hailee Steinfeld
- John Legend
- Kevin Connolly, Kevin Dillon, Jerry Ferrara, és Adrian Grenier
- Kendall Jenner és Kylie Jenner
- Ludacris

## Nyertesek és jelöltek
| Top Artist | Top New Artist |
| --- | --- |
| - Taylor Swift - Ariana Grande - One Direction - Katy Perry - Sam Smith | - Sam Smith - 5 Seconds of Summer - Iggy Azalea - Hozier - Meghan Trainor |
| Top Male Artist | Top Female Artist |
| - Sam Smith - Drake - Ed Sheeran - Justin Timberlake - Pharrell Williams | - Taylor Swift - Iggy Azalea - Ariana Grande - Katy Perry - Meghan Trainor |
| Top Duo/Group | Top Touring Artist |
| - One Direction - 5 Seconds Of Summer - Florida Georgia Line - MAGIC! - Maroon 5 | - One Direction - Lady Gaga - Katy Perry - The Rolling Stones - Justin Timberlake |
| Top Billboard 200 Artist | Top Billboard 200 Album |
| - Taylor Swift - One Direction - Pentatonix - Ed Sheeran - Sam Smith | - 1989 - Taylor Swift - V - Maroon 5 - That's Christmas to Me - Pentatonix - x - Ed Sheeran - In the Lonely Hour - Sam Smith                                                                                           |
| Top Hot 100 Artist | Top Hot 100 Song |
| - Taylor Swift - Iggy Azalea - Ariana Grande - Sam Smith - Meghan Trainor | - "All About That Bass" - Meghan Trainor - "Fancy" - Iggy Azalea feat. Charli XCX - "All of Me" - John Legend - "Stay with Me" - Sam Smith - "Shake It Off" - Taylor Swift                                             |
| Top Radio Songs Artist | Top Radio Song |
| - Sam Smith - John Legend - Maroon 5 - Ed Sheeran - Taylor Swift | - "All of Me" - John Legend - "Rude" - Magic! - "Am I Wrong" - Nico & Vinz - "Stay with Me" - Sam Smith - "Happy" - Pharrell Williams                                                                                  |
| Top Digital Songs Artist | Top Digital Song |
| - Taylor Swift - Iggy Azalea - Ed Sheeran - Sam Smith - Meghan Trainor | - "All About That Bass" - Meghan Trainor - "Uptown Funk" - Mark Ronson feat. Bruno Mars - "Stay with Me" - Sam Smith - "Shake It Off - Taylor Swift - "Happy" - Pharrell Williams                                      |
| Top Social Artist | Top Streaming Artist |
| - Justin Bieber - Miley Cyrus - Selena Gomez - Ariana Grande - Taylor Swift | - Iggy Azalea - Ariana Grande - Nicki Minaj - Meghan Trainor - Taylor Swift |
| Top Streaming Song (Audio) | Top Streaming Song (Video) |
| - "All of Me" - John Legend - "Fancy" - Iggy Azalea feat. Charli XCX - "Take Me to Church" - Hozier - "Habits (Stay High)" - Tove Lo - "Stay with Me" - Sam Smith                                             | - "Shake It Off" - Taylor Swift - "Let It Go" - Idina Menzel - "Hot Boy" - Bobby Shmurda - "Blank Space" - Taylor Swift - "All About That Bass" - Meghan Trainor                                                       |
| Top Christian Artist | Top Christian Song |
| - Hillsong United - Casting Crowns - Lecrae - MercyMe - Newsboys | - "Something in the Water" - Carrie Underwood - "He Knows My Name" - Francesca Battistelli - "Oceans (Where Feet May Fail)" - Hillsong United - "Greater" - MercyMe - "We Believe" - Newsboys                          |
| Top Christian Album | Top Country Artist |
| - Anomaly - Lecrae - Thrive - Casting Crowns - Welcome to the New - MercyMe - Rivers in the Wasteland - NEEDTOBREATHE - Love Ran Red - Chris Tomlin                                                           | - Florida Georgia Line - Jason Aldean - Luke Bryan - Brantley Gilbert - Blake Shelton |
| Top Country Song | Top Country Album |
| - "Burnin' It Down" - Jason Aldean - "Play It Again" - Luke Bryan - "Leave the Night On" - Sam Hunt - "This Is How We Roll" - Florida Georgia Line feat. Luke Bryan - "Dirt" - Florida Georgia Line           | - Old Boots, New Dirt - Jason Aldean - Man Against Machine - Garth Brooks - Crash My Party - Luke Bryan - Just as I Am - Brantley Gilbert - Platinum - Miranda Lambert                                                 |
| Top Dance/Electronic Artist | Top Dance/Electronic Song |
| - Calvin Harris - Avicii - Clean Bandit - Disclosure - Lindsey Stirling | - "Turn Down for What" - DJ Snake & Lil Jon - "Rather Be" - Clean Bandit feat. Jess Glynne - "Latch" - Disclosure feat. Sam Smith - "Break Free" - Ariana Grande feat. Zedd - "Summer" - Calvin Harris                 |
| Top Dance/Electronic Album | Top Latin Artist |
| - Shatter Me - Lindsey Stirling - True - Avicii - Settle - Disclosure - Motion - Calvin Harris - Recess - Skrillex                                                                                            | - Romeo Santos - J Balvin - Juan Gabriel - Enrique Iglesias - Prince Royce |
| Top Latin Song | Top Latin Album |
| - "Bailando" - Enrique Iglesias feat. Descemer Bueno & Gente de Zona - "6 AM" - J Balvin feat. Farruko - "Eres Mía" - Romeo Santos - "Odio" - Romeo Santos feat. Drake - "Propuesta Indecente" - Romeo Santos | - Sex and Love - Enrique Iglesias - Los Dúo - Juan Gabriel - Formula, Vol. 2 - Romeo Santos - Corazón - Santana - 3.0' - Marc Anthony                                                                                  |
| Top R&B Artist | Top R&B Song |
| - Pharrell Williams - Beyoncé - Chris Brown - John Legend - Trey Songz | - "Happy" - Pharrell Williams - "Loyal" - Chris Brown feat. Lil Wayne, French Montana, Too $hort & Tyga - "Talk Dirty" - Jason Derulo feat. 2 Chainz - "Don't Tell 'Em" - Jeremih feat. YG - "All of Me" - John Legend |
| Top R&B Album | Top Rap Artist |
| - G I R L - Pharrell Williams - Beyoncé - Beyoncé - X - Chris Brown - Xscape - Michael Jackson - Love in the Future - John Legend                                                                             | - Iggy Azalea - J. Cole - Drake - Nicki Minaj - Rae Sremmurd |
| Top Rap Song | Top Rap Album |
| - "Fancy" - Iggy Azalea feat. Charli XCX - "Black Widow" - Iggy Azalea feat. Rita Ora - "I Don't F**k With You" - Big Sean feat. E-40 - "Anaconda" - Nicki Minaj - "Hot Boy" - Bobby Shmurda                  | - 2014 Forest Hills Drive - J. Cole - The Marshall Mathers LP 2 - Eminem - If You're Reading This It's Too Late - Drake - The New Classic - Iggy Azalea - The Pinkprint - Nicki Minaj                                  |
| Top Rock Artist | Top Rock Song |
| - Hozier - Bastille - Coldplay - Fall Out Boy - Lorde | - "Take Me to Church" - Hozier - "Pompeii" - Bastille - "A Sky Full of Stars" - Coldplay - "Centuries" - Fall Out Boy - "Ain't It Fun" - Paramore                                                                      |
| Top Rock Album | Top Soundtrack |
| - Ghost Stories - Coldplay - Rock or Bust - AC/DC - Turn Blue - The Black Keys - Hozier - Hozier - Pure Heroine - Lorde                                                                                       | - Frozen - The Fault in Our Stars - Fifty Shades of Grey - Guardians of the Galaxy: Awesome Mix: Vol. 1 - Into the Woods                                                                                               |
| Billboard Chart Achievement Award (Fan-voted) | |
| - Taylor Swift - Iggy Azalea - Meghan Trainor | |